# Miguel Baidal
Miguel Baidal (* 20. Juli 2001) ist ein spanischer Leichtathlet, der sich auf den Langstreckenlauf spezialisiert hat.

## Sportliche Laufbahn
Erste Erfahrungen bei internationalen Meisterschaften sammelte Miguel Baidal bei den Crosslauf-Weltmeisterschaften 2019 in Aarhus, bei denen er nach 27:21 min auf den 66. Platz im U20-Rennen gelangte. Im Dezember wurde er bei den Crosslauf-Europameisterschaften in Lissabon in 20:05 min 56. im U20-Rennen. Bei den Crosslauf-Europameisterschaften 2022 in Turin wurde er nach 25:25 min 48. im U23-Rennen und im Jahr darauf gewann er bei den U23-Europameisterschaften in Espoo in 29:14,91 min die Bronzemedaille im 10.000-Meter-Lauf hinter dem Briten Rory Leonard und Francesco Guerra aus Italien. Im Dezember wurde er bei den Crosslauf-Europameisterschaften in Brüssel in 23:56 min Fünfter im U23-Rennen. Bei den Crosslauf-Weltmeisterschaften 2024 in Belgrad erreichte er nach 29:59 min Rang 38 im Einzelrennen und anschließend gewann er bei den Ibero-Amerikanischen Meisterschaften in Cuiabá in 30:00 min die Silbermedaille im 10-km-Straßenlauf hinter seinem Landsmann Ilias Fifa. 2025 belegte er bei den World University Games in Bochum in 29:02,24 min den achten Platz über 10.000 Meter.
2024 wurde Baidal spanischer Meister im 10-km-Straßenlauf.

## Persönliche Bestzeiten
- 5000 Meter: 13:40,66 min, 25. Mai 2024 in Brüssel
- 10.000 Meter: 28:21,03 min, 2. März 2024 in Gavà
- 10-km-Straßenlauf: 29:00 min, 9. März 2025 in Bilbao